# Albrecht II. von Österreich-Teschen

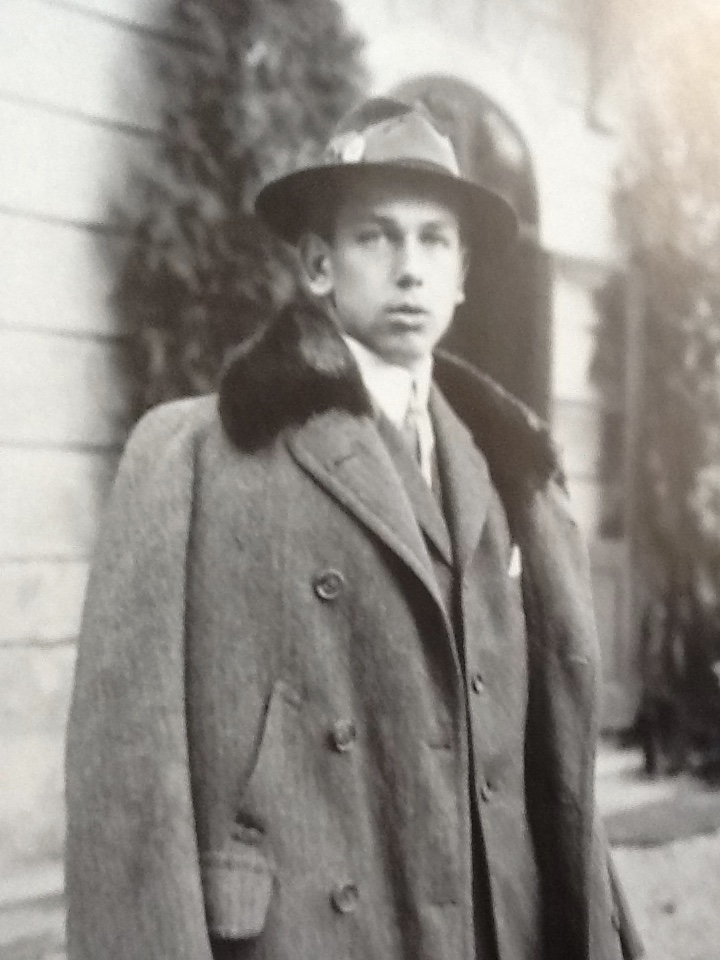
Erzherzog Albrecht im Park des Erzherzog-Friedrich-Palais (früher Grassalkovich-Palais) zu Pressburg, etwa zwischen 1912 und 1915

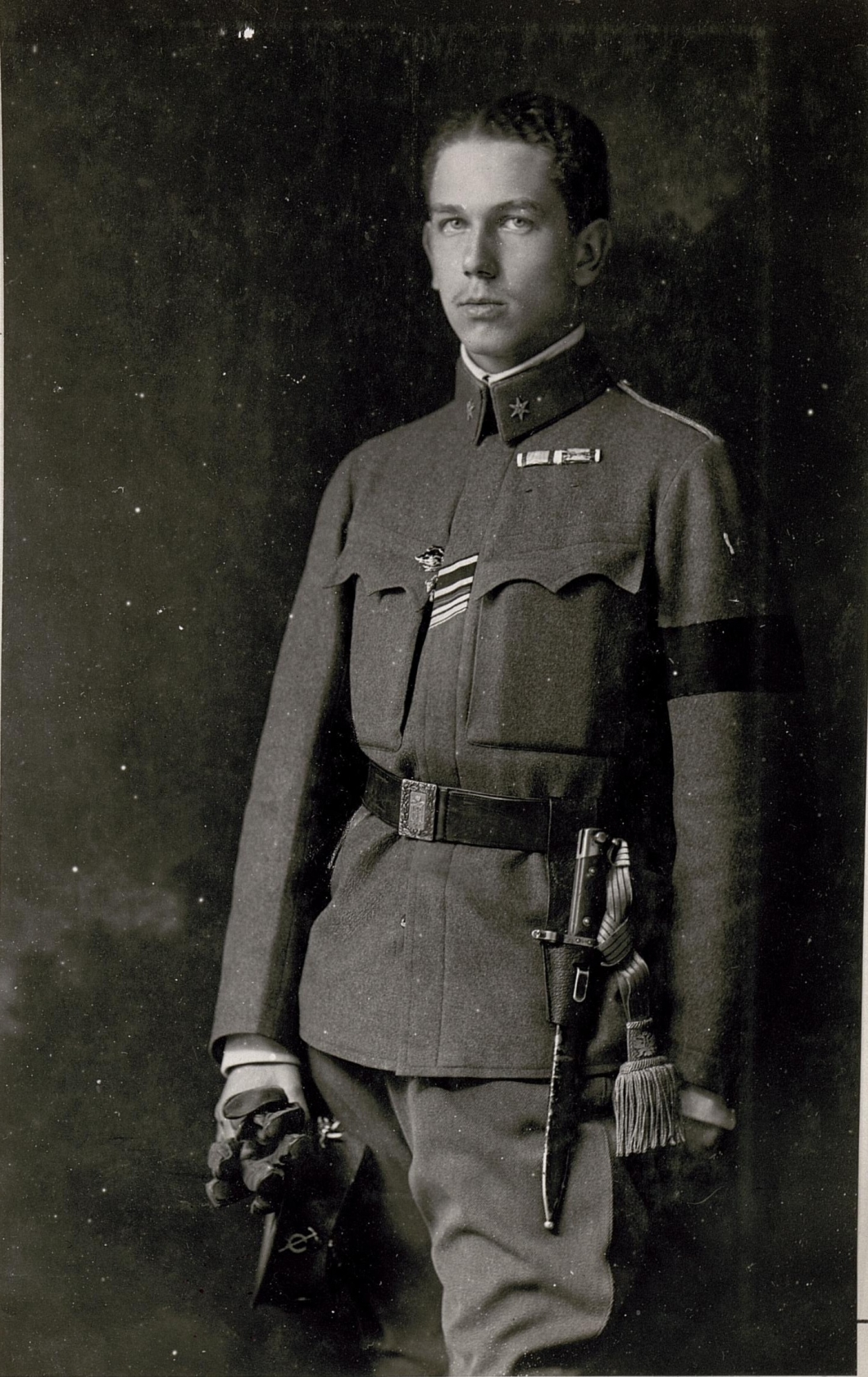
Erzherzog Albrecht als Leutnant

Albrecht Franz Joseph Karl Friedrich Georg Hubert Maria Erzherzog von Österreich-Teschen (* 24. Juli 1897 auf Schloss Weilburg in Baden bei Wien; † 23. Juli 1955 in Buenos Aires) war ein Großgrundbesitzer, Politiker und Mitglied des ungarischen Oberhauses.

## Leben

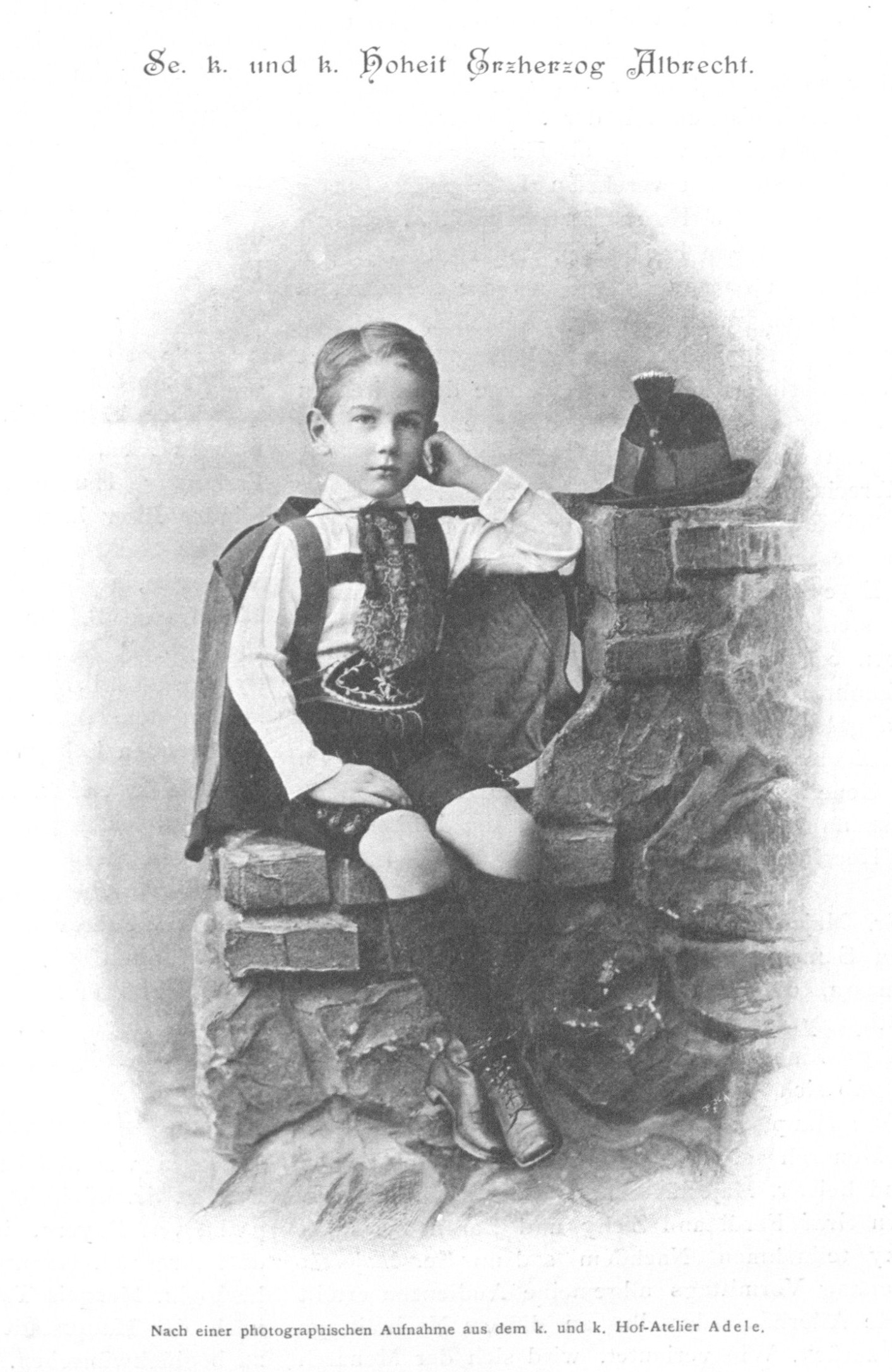
Erzherzog Albrecht II. von Österreich-Teschen, 1903

Erzherzog Albrecht II. war der einzige Sohn Erzherzog Friedrichs von Österreich-Teschen und der Herzogin Isabella von Croÿ-Dülmen (1856–1931). Sein Vater wurde 1914 von Kaiser Franz Joseph I. zum Feldmarschall ernannt und war bis 1917 Oberbefehlshaber der k.u.k. österreichisch-ungarischen Truppen. Friedrich erbte von seinem Onkel Erzherzog Albrecht I. ein riesiges Vermögen, sodass er zum reichsten Habsburger aufstieg. Nach acht Töchtern wurde dem Paar der lang ersehnte Sohn geboren, was Friedrich dazu veranlasste, auf seinen Gütern in Albertkázmérpuszta (Albrecht-Kasimir-Hof) aus Dankbarkeit eine Votivkirche zu errichten. Anfang der 1880er-Jahre ließ sich das Paar in Pressburg nieder und mietete das Palais Grassalkovich, das es dann im Jahre 1897 für 480.000 Gulden käuflich erwarb. Hier wurden auch die meisten Kinder geboren, bis zum Jahre 1905 war es der Hauptwohnsitz der Familie.
Bereits in jungen Jahren zeigte sich, dass Albrecht in seinen Ambitionen eher seiner Mutter als dem Vater nachschlug. Nach einer militärischen Grundausbildung zog er 1916 als Fähnrich in den Ersten Weltkrieg und wurde rasch zum Leutnant und Oberleutnant befördert. Zwei volle Jahre, bis 1918, verbrachte er an der Front. Nach dem Zusammenbruch der Donaumonarchie verlor die Familie sämtliche Güter in der neu gegründeten Tschechoslowakei, aber – aufgrund der Habsburgergesetze – auch in Österreich. Deshalb zog die Familie nach Ungarn und ließ sich in Ungarisch Altenburg (ung. Magyaróvár, heute Mosonmagyaróvár) auf den ihr verbliebenen Gütern nieder. Erzherzog Friedrich lebte hier bis zu seinem Tode im Jahre 1936.
Obzwar Albrecht ursprünglich für eine Militärkarriere vorgesehen war, zwangen ihn die Umstände, die noch von Albert Kasimir von Sachsen-Teschen (1738–1822) gegründete ‚Höhere landwirtschaftliche Lehranstalt‘ in Ungarisch Altenburg zu besuchen, die er erfolgreich mit Erlangung des Diploms abschloss. Er wurde in magyarischem Geist erzogen, bereits in Pressburg besuchte er ungarische Schulen. Er trat als Ungar auf und fühlte sich von seiner mütterlichen Linie Croÿ her mit den Árpáden verwandt. In Ungarisch Altenburg lebte er als Großgrundbesitzer bis zum Jahre 1945. Nach Niederschlagung der Ungarischen Räterepublik wurde er politisch tätig. Sein Hauptanliegen war es, durch Revision des Friedensvertrages von Trianon das riesige Familienvermögen zurückzugewinnen. Ab 1923 trat Albrecht II. als Thronprätendent für Ungarn auf, ideell vor allem unterstützt von seiner Mutter Isabella, einer geborenen Herzogin von Croy-Dülmen. Von diesen Ansprüchen trat er jedoch im Jahre 1931 zu Gunsten von Otto von Habsburg zurück. Er war Mitglied des Oberhauses des ungarischen Parlaments. Nach der Machtergreifung Adolf Hitlers im Deutschen Reich erhoffte er sich auch eine politische Revision in Ungarn. Er wurde Mitglied der rechten „Ungarischen Erneuerungspartei“ (ung. ’Magyar Megújulás Part‘). Als 1940 infolge des Zweiten Wiener Schiedsspruchs Rumänien Teile der durch den Friedensvertrag von Trianon gewonnenen Gebiete (insbesondere Siebenbürgen) an Ungarn zurückgeben musste, beteiligte sich Albrecht als Oberst am Einmarsch der ungarischen Truppen in die wiedergewonnenen Gebiete. Während des Zweiten Weltkrieges lebte Albrecht in Budapest; wegen seiner Nähe zum Nationalsozialismus musste er vor dem Einmarsch der sowjetischen Truppen fliehen. Zuerst ging er nach Österreich und von dort wanderte er über Spanien  nach Argentinien aus. Er ließ sich in Buenos Aires nieder, wo er auch am 23. Juni 1955 starb. Seine sterblichen Überreste wurden eingeäschert und in die Pfarrkirche Halbturn im Burgenland überführt, wo sie bestattet wurden. Sein Schloss Halbturn erbte sein Neffe Paul Waldbott-Bassenheim, Sohn seiner Schwester Maria Alice.

## Ehen und Nachkommen
Erzherzog Albrecht war dreimal verheiratet; alle drei Ehen waren nicht standesgemäß und als morganatische Ehen zu bezeichnen.

### Erste Ehe
Die erste Ehefrau war die Bürgerliche Irene Dora Lelbach (* 22. Dezember 1897 in Szabadka; † 1. Dezember 1985 in Wien). Sie war die Tochter von Johann Lelbach und Alma geb. Skultéty Irene Lelbach war in erster Ehe (1917) mit dem Botschafter des Königreiches Ungarn in London, Dr. Ludwig Rudolf Rudnay de Rudnó et Divék-Ujfalu († 13. Oktober 1944), verheiratet gewesen und hatte aus dieser Ehe einen Sohn (Béla Rudnay, * 1918); die Ehe war bereits vor 1930 geschieden worden.
Albrecht heiratete Irene Dora Lelbach am 16. August 1930 in Brighton (England). Über diese Eheschließung war sein Vater, Erzherzog Friedrich, empört, da sie dem Hausgesetz der Habsburger widersprach. Die Ehe blieb kinderlos und wurde am 1. Juni 1937 in Budapest geschieden.

### Zweite Ehe
Die zweite Ehefrau war Juliana Katalin Bocskay de Felső-Bánya (* 1. November 1909 in Szelevény/Ungarn; † 1. Oktober 2000 in Ödenburg), Tochter von Béla Bocskay de Felső-Bánya und Eszter geb. Farkas.

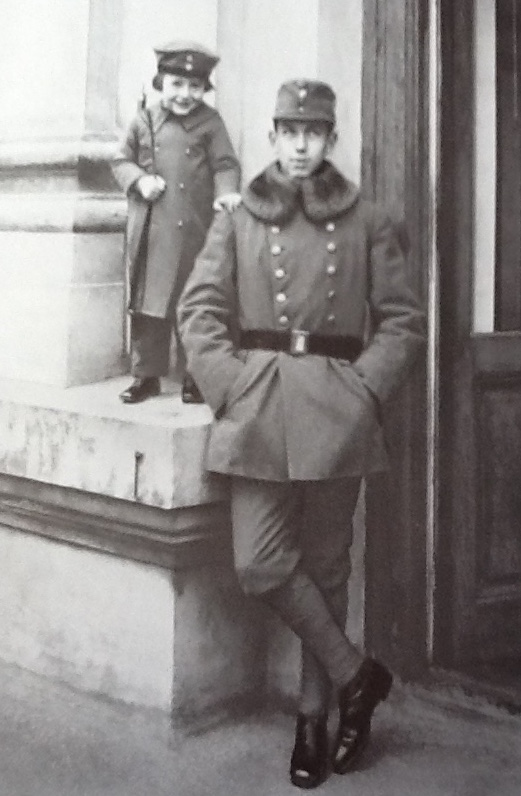
Erzherzog Albrecht II. in Wien, etwa 1917–1918 (im Hintergrund einer seiner kleinen Cousins)

Albrecht heiratete seine zweite Frau am 7. Mai 1938 in Szegedin. Nach Feststellung der Nichtigkeit der Ehe mit Irene Dora Lelbach fand am 9. Mai 1938 in der Erzabtei Pannonhalma die kirchliche Trauung mit Juliana Katalin Bocskay de Felső-Bánya durch Erzabt Krizosztom Kelemen statt.
Aus der Ehe gingen zwei Töchter hervor:
- Sarolta (Charlotte) Izabella Gräfin von Habsburg (* 3. März 1940 in Budapest) und
- Ildikó Katalin Gräfin von Habsburg (* 19. Februar 1942 in Budapest).

Im Hinblick auf den morganatischen Charakter der Ehe hätten die beiden Mädchen keinen Anspruch auf das Tragen des Namens „Habsburg“ gehabt. Das damalige Familienoberhaupt Otto von Habsburg erteilte jedoch eine Sondergenehmigung und gestand ihnen den Nachnamen „Gräfin von Habsburg“ zu.
Die Ehe zwischen Albrecht und Julia Katalin Bocskay wurde im Jahre 1951 in Morales (Mexiko) geschieden.

### Dritte Ehe
Albrechts dritte Ehefrau war Lydia Georgina Strauss-Dörner (* 22. Oktober 1930 in Budapest; † 12. Februar 1998 in den Vereinigten Staaten). Diese Ehe wurde am 8. März 1951 in Buenos Aires geschlossen. Aus ihr ging ein Sohn hervor:
- Rudolph Stephan von Habsburg-Lothringen (* 14. April 1951 in Asuncion, Paraguay; † 14. Juli 1992 in Buenos Aires, Argentinien).[7]